# Diecezja Kpalimé
Diecezja Kpalimé (łac. Dioecesis Kpalimensis, fr. Diocèse de Kpalimé) – rzymskokatolicka diecezja ze stolicą w Kpalimé, w Togo.
Diecezja podlega metropolii Lomé.

## Historia
- 1 lipca 1994: powołanie rzymskokatolickiej Diecezji Kpalimé

## Biskup Kpalimé
- bp Benoît Alowonou (od 4 lipca 2001)